# Pratap Singh Rao Gaikwar
Farzand-i-Khas-i-Daulat-i-Inglishia, Shrimant Maharaja Sir Pratap Singh Rao Gaikwar Sena Khas Khel Shamsher Bahadur fou maharaja de Baroda i cavaller britànic (GCIE 1 de gener de 1941). Era fill de Shrimant Yuvaraj Fateh Singh Rao Gaikwar Yuvaraj Sahib de Baroda (mort el 14 de setembre de 1908) i net i successor de Sayaji Rao III Gaikwar, quan va morir el 6 de febrer de 1939.
Va néixer a Baroda (ciutat) el 29 de juny de 1908. Va ocupar diversos càrrecs; va ser proclamat maharaja el 6 de febrer de 1939 i fou coronat el 26 d'abril de 1939. Va accedir a l'Índia el 15 d'agost de 1947 i va romandre al front de l'estat fins al 14 d'abril de 1951 en què fou destituït pel govern de l'Índia en favor del seu fill gran Fateh Singh Rao II Gaekwar, i es va exiliar a Londres on va morir el 19 de juliol de 1988.
Es va casar i divoricar dues vegades i va tenir tres fill i cinc filles amb la primera esposa i un fill amb la segona. El fill gran Farzand-i-Khas-i-Daulat-i-Inglishia, Shrimant Maharaja Fateh Singh Rao Gaikwar Sena Khas Khel Shamsher Bahadur va ser el continuador de la línia dinàstica (14 d'abril de 1951) fins que va morir a Bombai l'1 de setembre de 1988 (la línia va seguir en el seu germà Farzand-i-Khas-i-Daulat-i-Inglishia Shrimant Maharaja Ranjit Singh Rao Gaikwar Sena Khas Khel Shamsher Bahadur.